# 西蓮寺 (世田谷区)
西蓮寺（さいれんじ）は、東京都世田谷区にある真宗大谷派の寺院。「烏山寺町」を構成する26の寺院の1つである。

## 概要
1597年（慶長2年）、宗誓上人によって開山された。
元々は江戸桜田（現・警視庁本部庁舎のあたり）に位置していたが、その後西久保天徳寺門前（現・東京都港区虎ノ門）に移転し、1655年（明暦元年）に麻布領三田村（現・三田）に移転した。
1938年（昭和13年）、都市再開発事業で境内の多くが道路予定地となったため、現在地に移転した。

## 交通アクセス
- 千歳烏山駅より徒歩15分。